# 35 mm-es film

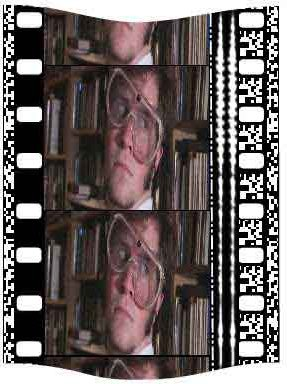
35 mm-es filmkocka, digitális hangcsík

A 35 mm-es film vagy normálfilm a szabványos filmméret, a 35 mm széles filmcsík két szélén hüvelykenként 4-4 lyuk szolgál a film továbbítására. Ilyen filmet Thomas Alva Edison használt először az általa feltalált mozgóképes kamerához. A legtöbb mai professzionális kamera és vetítő ilyen filmet használ, amelyet függőlegesen vezetnek keresztül rajtuk.

## Képformátumok

### Gömbölyű (szferikus)
A filmipar kezdetén a szabványos képkockaarány az „1,33:1” volt, azaz egy-egy képkocka 1,33-szor szélesebb volt, mint amilyen magas. A hangosfilm megjelenésével ez az arány 1,37:1-re alakult át. Ennek a formátumnak egy másik jelölése a „4:3”. Az ilyen arányú képeket előállító filmgyártási folyamatot szferikusnak nevezik. A kamera elején elhelyezett lencse összegyűjti a fényt, és a kamerában elhelyezett filmre összpontosítja, így jön létre a kép. Vetítéskor a film háta mögött elhelyezett fényforrás áthalad a filmen, az így keletkező képet az elöl elhelyezett lencse felnagyítva kivetíti a vetítővászonra. A televízió feltalálásakor a képernyőjét ugyancsak a 4:3 (1,33:1) arányúra tervezték.
Ahogy a televízió egyre jobban elterjedt, a filmipar nyeresége egyre csökkent, mivel az emberek inkább otthon tévéztek. Ki kellett találni valamit, ami a mozifilmet újra különlegessé és ellenállhatatlanná teszi. A szélesvászon sokkal nagyobb képet és több információt tudott a nézők elé tárni, amire a hagyományos tévé képernyője nem volt képes. Több filmkameragyár és filmgyártó cég különböző módon érte el a szélesvásznú hatást.

### Szferikus matt (Lapos)
A legegyszerűbb módja a szélesvásznú film gyártásának a szferikus 35 mm-es kép felnagyítása volt. Az ilyen vetítőgépnek van egy nyíláslemeze, amely a felső és alsó részeket elfedi. Az így keletkezett kép széles, és csak annyira kell felnagyítani, hogy megtöltse a mozi széles vásznát.
Két módszer van arra, hogy ilyenfajta szélesvásznú filmet forgassanak:
- Az egyik neve a valódi matt. Ennél a módszernél a lencse és a film között van egy lemez, amely 1,85:1 formátumú képet összpontosít a filmre, és minden, ami az alatt vagy afölött van, nem exponálódik. Amikor a filmet lejátsszák, a kép felső és alsó részén egy-egy fekete csík látható. A képet felnagyítás után középre kell vetíteni, különben látszanak a fekete csíkok, de ezt könnyű megoldani.
- A másik módszert soft mattnak nevezik. Ebben az esetben a kamera keresőjén egy szűrő van, amely elzárja az 1,33:1-es kép alsó és felső részét. Az operatőr csak azt látja filmezéskor, ami vetítéskor is látható lesz. A valóságban azonban az is filmre kerül, ami nem látszik a keresőben (néha ez a mikrofonokat és a lámpákat is jelenti). Ha a vetítéskor nem állítják pontosan középre a kivetített képet, a nézők ezeket a nem kívánt képrészeket is látják.

|                                                                                      |  |
| A jobb oldalon a szürke négyzet jelöli azt a részt, amit a mozikban kell kivetíteni. |  |

A Jurassic Park filmezésekor az egész filmet 1,33:1 arányban filmezték. Mivel a filmben sok a számítógépes grafika, egyes részeket be kellett szkennelni a számítógépbe, majd újra filmre exponálni, miután az effekteket elvégezték. Mivel a film szélesvászonra készült, a számítógépnek csak a filmkockák 1,85:1 arányú részét kellett átdolgoznia, ami 25%-os megtakarítást jelentett.
Az ilyen eljárással készített filmeknek többféle képaránya létezik. Kezdetben az 1,85:1 volt a standard az Egyesült Államokban, míg az 1,66:1 Európában és a világ más részein (a Walt Disney stúdió és néhány más filmes rövid ideig használta az 1,75:1-hez arányt is). Az 1990-es évektől kezdve azonban a világ minden részén az 1,85:1 lett a szabvány és ma már szinte minden mattolt filmet ezzel a képaránnyal készítenek.
A képarány egyetlen korlátja a fekete csíkok mérete. Habár ez a legkönnyebb módja a szélesvásznú filmek készítésének, a filmipar újabb és újabb megoldásokat keresett. Ennek az egyik oka az, hogy az ilyen pszeudo-szélesfilm nem használja ki a filmkocka teljes felületét, így a képminőség romlik. Ennek ellenére ez a fajta szélesvászon nagyon elterjedt volt, mivel a moziknak nem kellett új felszerelést vásárolniuk.

### Anamorfikus
Amikor kitört az 1950-es évek szélesvásznúfilm-forradalma, az új technikák arra kényszerítették volna a mozitermeket, hogy a létező vetítőgépeket újabb (természetesen drágább) gépekre cseréljék. Az anamorfikus módszer közkedvelt volt, mert ugyanazt a 35 mm-es filmet használta, mint a szférikus eljárás. A különbség csak annyi volt, hogy olyan speciális lencséket használtak, amelyek egy széles képet tudtak egy 1,33:1 arányú filmkockára filmezni. Az ilyen lencsék a képet vízszintesen összesűrítették. Mikor egy ilyen képet egy másik anamorfikus lencse elé tesznek, a lencse újra „kinyújtja” a képet az eredeti méreteire. Ennek a formátumnak az előnye az, hogy a filmkocka egész felületét kihasználja, így a kép sokkal élesebb. A hátránya viszont az, hogy az operatőrnek nehezebb a képet fókuszálva tartani. 
A CinemaScope volt az 50-es és 60-as évek legelterjedtebb szélesvásznú szabványa. Anamorfikus lencséket és négysávos mágneses rögzítésű hangsávot használt. Ezt a szabványt alkalmazta többek között a 20th Century Fox filmstúdió is. Ennek a formátumnak több képaránya is volt: 2,66:1, 2,55:1, 2,35:1. 1953-tól egészen 1967-ig használták. Azóta a Panavision filmkamerákat gyártó cég kameráit és lencséit használja a hollywoodi filmipar. Az egyik kivétel a Csillagok háborúja volt: George Lucas Arriflex anamorfikus lencséket használt az Egy új remény című filmjének forgatásakor. A Panavision (és az összes többi anamorf, például Arriscope, J-D-C-Scope, Agascope, Franscope stb.) eljárás ugyanaz, mint a CinemaScope, csupán névleg különbözik tőle (az anamorf 35 mm-es film képaránya 1970 óta 2,39:1).
Ha az anamorfikus filmet tévé képernyőjére kell áttenni, két lehetőség van:
- mivel a kép nem fér bele teljes egészében a képernyőre, a film átalakításakor a pásztázz és kutass (angolul: pan and scan) metódussal mindig az a rész látható, ahol éppen a legtöbb a mozgás, változás;
- a másik módszernél a képpontokat annyira összesűrítik, hogy minden vízszintes képpont látható legyen a képernyőn. Ennek az a hátránya, hogy sokkal kisebb minden, és például egy 2,35:1 arányú filmnél közel a képernyő fele nincs kihasználva. Ennek egy elég jó kompromisszuma a 16:9-es arányú tv-készülék, itt kevesebb a kihasználatlan hely (ha pedig teljes képernyőre váltunk, akkor is csak kevés információ fog elveszni).

A három legelterjedtebb formátum (lapos, CinemaScope és Super 35 – lásd alább) közül a CinemaScope rendelkezik a legjobb képminőséggel és legélesebb képpel.

### Super 35
A Super 35 formátum James Cameron (Terminátor 2, Titanic) és Bryan Singer (Közönséges bűnözők) filmrendezők kedvenc formátuma. Ebben a hangsávok nem foglalnak helyet a filmkockán, ugyanis külön szalagra rögzítik őket, amelynek sebességét a kameráéhoz szinkronizálják. Mivel hiányoznak a hangsávok, a filmkocka, amely eredetileg 1,37:1 arányú volt, most 1,66:1 arányú lett. Az operatőr a cselekményt egy 2,35:1 arányú részbe filmezi. Ezt anamorfikus lencsékkel átmásolják egy 35 mm-es filmre, amelyen már rajta lesznek a hangsávok is. Mivel a 2,35:1 arányú résznél több volt a filmkockán exponálva, televízióra formázva sem lesznek alul vagy felül fekete csíkok, így teljesen kitölti tévé képernyőjét.
A Terminátor 2 készítésénél forradalmi számítógépes hatásokat használtak. Ehhez a filmet beszkennelték a számítógépbe. A speciális hatásokat 1,66:1 arányban tervezték, csakúgy, mint a filmet. Mivel a filmkocka jó része nem látható a moziban kivetítéskor, a számítógépbe csak a középső részt szkennelték be. Ennek volt egy másik oka is, tudniillik egyetlen filmkocka a számítógép merevlemezén legalább 30 MB-ot foglalt, hogy a kép minősége szemmel láthatóan ne romoljon. A mozgások hiteles visszaadásához a filmen egy másodperc alatt 24 állóképet kell rögzíteni, így egy másodperc már 720 MB helyet foglal. Mivel a túlnyúló képrész úgysem lett volna látható a végleges változatban, fölösleges idő- és pénzkidobásnak látszott átdolgozni azt az információt, ami a mozivásznon úgysem jelent volna meg. Amikor az átdolgozott képkockákat újra filmre exponálták, csak egy 2:1 arányú rész volt megtöltve információval, s amikor tévés változatra dolgozták át, nem volt más lehetőség, mint egy elég nagy részt kivágni az eredeti képből (máskülönben nemkívánatos fekete csíkok jelentek volna meg).